# Nycticorax caledonicus
Nycticorax caledonicus е вид птица от семейство Чаплови (Ardeidae).

## Разпространение
Видът е разпространен в Австралия, Бруней, Индонезия, Източен Тимор, Кокосови острови, Малайзия, Микронезия, Нова Каледония, Остров Рождество, Палау, Папуа Нова Гвинея, Северни Мариански острови, Соломоновите острови и Филипините.